# Alexander Weis
Alexander Weis (* 4. Oktober 1959 in Elschbach) ist ein deutscher Beamter und als Erster Direktor stellvertretender Amtschef des Planungsamtes der Bundeswehr in Berlin.

## Leben
Weis absolvierte 1979 sein Abitur in Homburg und leistete sodann seinen Grundwehrdienst ab. Von 1980 bis 1986 studierte er Rechtswissenschaft an der Universität Trier und an der Universität Saarbrücken.
1990 trat er als Beamter in die Bundeswehrverwaltung ein und arbeitete bis 1994 im Bundesamt für Wehrtechnik und Beschaffung, dem Vorgänger des Bundesamtes für Ausrüstung, Informationstechnik und Nutzung der Bundeswehr, wo er vorwiegend für die Zusammenarbeit mit anderen Staaten zuständig war. Bis 1998 arbeitete er als stellvertretender wehrtechnischer Attaché in der Deutschen Botschaft Paris. Im Anschluss diente er bis 1999 als Austauschbeamter im französischen Verteidigungsministerium in der Abteilung Direction générale de l’armement (DGA). Von 1999 bis 2004 diente er anfangs als Referent und später als Büroleiter im Bundesministerium für Verteidigung (BMVg). Ab 2004 als geschäftsführender Beamter in der Hauptabteilung Rüstung und ab 2006 als Leiter der Rüstungsabteilung. Am 1. Oktober 2007 wurde er Hauptgeschäftsführer der Europäischen Verteidigungsagentur und löste den britischen Vorgänger Nick Witney ab. Vom 1. Januar 2011 bis zum 31. März 2012 war Weis Leiter der neu eingerichteten Unterabteilung IV der Abteilung Personal-, Sozial- und Zentralangelegenheiten im BMVg und ab 1. April 2012 leitete er die Unterabteilung II der Abteilung Politik. Später wurde er stellvertretender Leiter der Abteilung Politik. Mitte 2015 ging er für ein Jahr zum Royal College of Defence Studies in London, bevor er seinen jetzigen Dienstposten als stellvertretender Amtschefs des Planungsamtes der Bundeswehr übernahm.